# Thomas Mraz

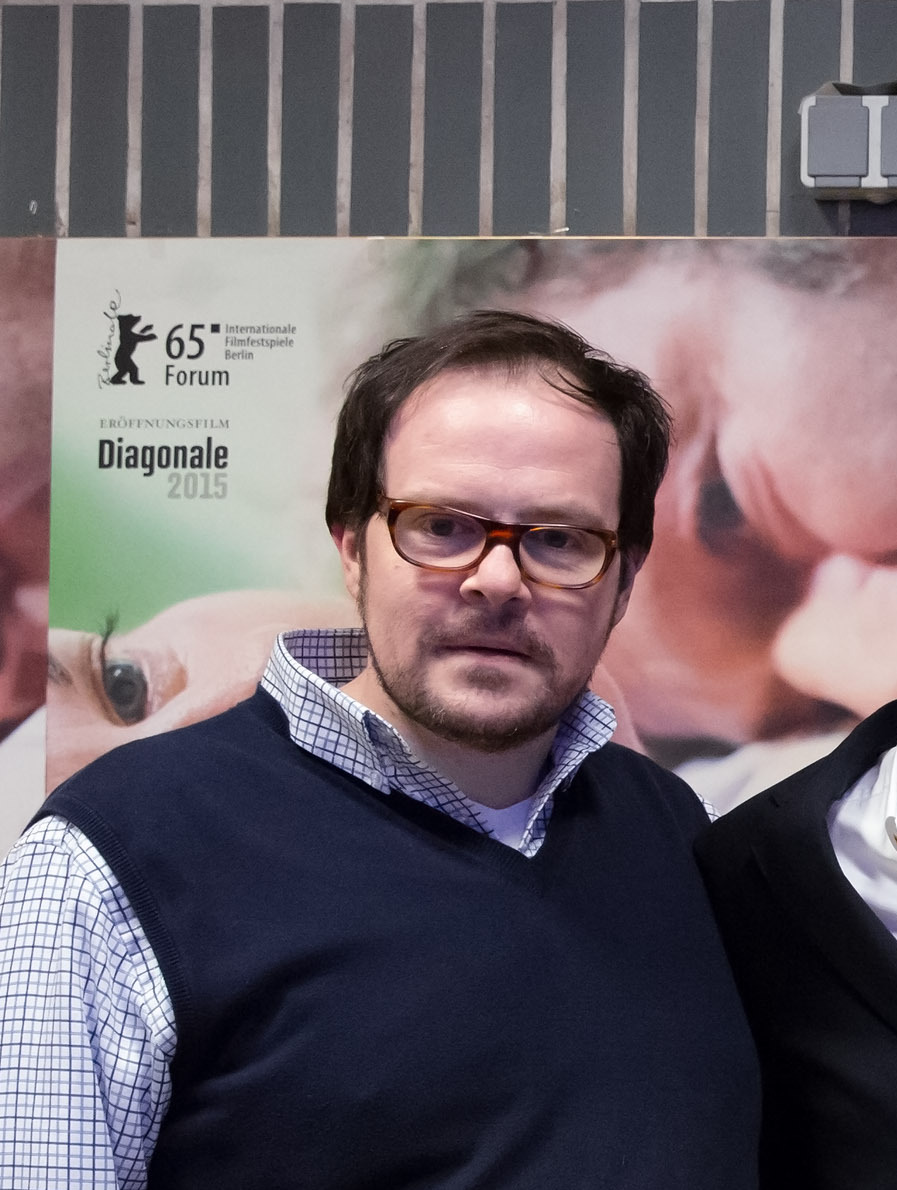
Thomas Mraz (2015)

Thomas Mraz (* 11. Oktober 1975 in Wien) ist ein österreichischer Schauspieler.

## Leben
Thomas Mraz studierte von 1999 bis 2002 Schauspiel am Konservatorium der Stadt Wien, Gesangsunterricht erhielt er bei Klaus Ofczarek. Anschließend war er bis 2007 Ensemblemitglied am Landestheater Niederösterreich, wo er unter anderem die Titelrollen in Hamlet und Woyzeck verkörperte, außerdem den Conferencier in Cabaret, den Zahnarzt in Der kleine Horrorladen sowie Max in Othello darf nicht platzen. 2008 spielte er an der Seite von Michael Niavarani in dessen Kabarettprogramm Encyclopaedia Niavaranica. Am Theater in der Josefstadt stand er unter anderem als Fleischhauer Oskar in Horváths Geschichten aus dem Wiener Wald und als Der Merkl Franz in Kasimir und Karoline auf der Bühne. Bei den Festspielen Berndorf wurde 2011 unter der Intendanz von Michael Niavarani die von Mraz geschriebene Komödie Die Odyssee – Eine Abkürzung uraufgeführt.
Im Kinofilm Bad Fucking war er 2013 in der Rolle des Philipp Hintersteiner zu sehen, in der Fernsehserie Vorstadtweiber verkörpert er seit 2015 die Rolle des Polizisten Jörg Pudschedl.
Im Jänner 2015 feierte er mit der Komödie Après Ski – Ruhe da oben! von Autor Klaus Eckel im Wiener Stadtsaal unter der Regie von Bernhard Murg Premiere. Mraz verkörperte in diesem Einpersonenstück einen Skifahrer, der auf einem Sessellift vergessen wird. Bei den Dreharbeiten zur ORF-Sketchcomedy Kalahari Gemsen von und mit Angelika Niedetzky und Ramesh Nair führte er 2015 Regie. 2017 spielte er beim Theatersommer Haag an der Seite von Christian Dolezal als Don Quijote die Rolle des Sancho Panza. Im Dezember 2018 war er einer der vier Kandidaten der Promi-Ausgabe der Millionenshow.
In der ORF-Serie Wischen ist Macht (2020) mit Ursula Strauss als Michelle Sendracek verkörpert er deren Ex-Mann Hugo. Im Februar 2020 feierte er mit der 70er-Jahre-Rockoperette Orpheus in der Unterwelt, basierend auf der gleichnamigen Operette von Jacques Offenbach, unter der Regie von Ruth Brauer-Kvam im Rabenhof Theater Premiere.
Für seine Darstellung des Götz im Film Risiken und Nebenwirkungen von Michael Kreihsl basierend auf dem Theaterstück Die Niere von Stefan Vögel wurde er für den Österreichischen Filmpreis 2021 als bester männlicher Darsteller nominiert. Zur ORF/BR-Komödie Eigentlich sollten wir schrieb er gemeinsam mit Klaus Eckel das Drehbuch und übernahm unter der Regie von Harald Sicheritz auch die Hauptrolle als Pressefotograf Stefan Steindl. Mraz ist Mitglied der Akademie des Österreichischen Films.
In der Saison 2023/24 spielt er in einer Inszenierung von Johann Strauss’ Fledermaus des Musiktheaters Linz die Rolle des Gerichtsdieners Frosch neben Herbert Lippert als Eisenstein und Fenja Lukas als Adele.

## Filmografie (Auswahl)
- 2006: Novotny & Maroudi – Zahngötter in Weiß – Saubermacher
- 2007: Novotny & Maroudi – Zahngötter in Weiß – Umzüge
- 2008: SOKO Wien – Mörderisches Geheimnis
- 2010: Vitasek? – Andere Umstände
- 2010: Die unabsichtliche Entführung der Frau Elfriede Ott
- 2009: Der Winzerkönig – Die Kandidatin
- 2010: Aufschneider
- 2011: Kebab mit Alles
- 2011: Die Abstauber
- 2011: Die letzte Spur – Alexandra, 17 Jahre
- 2012: Meine Tochter, ihr Freund und ich
- 2012: Trau niemals deiner Frau
- 2012: Schnell ermittelt – Roswitha Thaler
- 2013: Paul Kemp – Alles kein Problem
- 2013: Janus
- 2013: Die Spätzünder 2 – Der Himmel soll warten
- 2013: Schon wieder Henriette
- 2013: CopStories – Oida?
- 2013: Alles Schwindel (Fernsehfilm)
- 2013: Bad Fucking
- 2014: Tatort: Abgründe
- 2015–2022: Vorstadtweiber (Fernsehserie)
- 2015: Die Toten vom Bodensee – Familiengeheimnis
- 2015: Superwelt
- 2016: SOKO Wien – Wir sind viele
- 2017: Stadtkomödie – Herrgott für Anfänger
- 2018: SOKO Kitzbühel – Unten
- 2018: Der Trafikant
- 2018: Die Muse des Mörders
- 2018: Universum History – Unser Österreich: Das Burgenland – Ein Grenzfall
- 2018: Stadtkomödie – Geschenkt
- 2019: Die Rosenheim-Cops – Bretter, die die Welt bedeuten
- 2019: Radegund
- 2019: Der beste Papa der Welt
- 2019: Spuren des Bösen – Sehnsucht (Fernsehreihe)
- 2019: Stadtkomödie – Der Fall der Gerti B. (Fernsehreihe)
- 2019: Vienna Blood – Königin der Nacht
- 2020: Wischen ist Macht (Fernsehserie)
- 2020: Exil
- 2020: WaPo Bodensee – Rien ne va plus (Fernsehserie)
- 2020: Vier Saiten (Fernsehfilm)
- 2020: Vier Frauen und ein Todesfall – Lockvogel (Fernsehserie)
- 2021: SOKO Donau – Alles Fassade (Fernsehserie)
- 2021: Risiken und Nebenwirkungen
- 2021: Landkrimi – Flammenmädchen (Fernsehreihe)
- 2021: Kaiserschmarrndrama
- 2021: Stadtkomödie – Man kann nicht alles haben (Fernsehreihe)
- 2021: Beckenrand Sheriff
- 2022: Stadtkomödie – Der weiße Kobold (Fernsehreihe)
- 2023: Der Alte – Helden von nebenan (Fernsehserie)
- 2023: Landkrimi – Dunkle Wasser (Fernsehreihe)
- 2023: Der Metzger traut sich (Fernsehreihe)
- 2023: SOKO Donau – Der große Mitsch (Fernsehserie)
- 2023: Der Pass (Fernsehserie)
- 2024: School of Champions (Fernsehserie)
- 2024: Beasts Like Us (Fernsehserie)
- 2024: Eigentlich sollten wir (Fernsehfilm)
- 2024: 80 Plus (Alternativtitel Toni und Helene)
- 2024: Trost und Rath – Tanz mit dem Teufel (Fernsehreihe)
- 2024: Der Metzger – Mordstheater (Fernsehreihe)

## Auszeichnungen und Nominierungen
Romyverleihung 2021
- Nominierung in der Kategorie Beliebtester Schauspieler Film[16]

Österreichischer Filmpreis 2021
- Nominierung in der Kategorie Bester männlicher Darsteller für Risiken und Nebenwirkungen[11][12]

Carl-Mayer-Drehbuchpreis 2023
- Auszeichnung mit dem Hauptpreis gemeinsam mit Franziska Pflaum für das Treatment Basta[17]